# Anglais des îles Caïmans
L'anglais des îles Caïmans est une variété de l'anglais parlé aux îles Caïmans. Bien que peu d'ouvrages aient été écrits en anglais des îles Caïmans, selon un texte, il semble « avoir emprunté des traits créoles similaires à ceux de la Jamaïque et de l'Amérique centrale sans avoir subi de créolisation ». Il est similaire à l'anglais des Bay Islands (en).